# جائزة فرنسا الكبرى 2000
جائزة فرنسا الكبرى 2000 هو سباق فورمولا 1 أقيم بتاريخ 21 مايو 2000 في حلبة نوربورغرينغ، ألمانيا. كان السادس من أصل 17 في بطولة العالم لسباقات الفورمولا واحد موسم 2000. حلّ الألماني مايكل شوماخر أولا بينما جاء الفنلندي ميكا هاكينن في المركز الثاني وحصل على المركز الثالث البريطاني ديفيد كولتهارد.